# Alexander Rybak
Alexander Rybak (hviderussisk: Аляксандр Ігаравіч Рыбак, tr. Aljaksandr Igaravitj Rybak, født 13. maj 1986 i Minsk i Sovjetunionen, nu Hviderusland) er en norsk musiker, komponist og skuespiller bosat på Nesodden udenfor Oslo. Han vandt Eurovision Song Contest 2009 med 387 point med sangen "Fairytale". Det var indtil 2016 det højeste pointtal, der nogensinde var scoret i Eurovision Song Contest. I 2018 gjorde Rybak comeback i konkurrencen. Han vandt det norske Melodi Grand Prix og var Norges deltager i Eurovision Song Contest 2018 med sangen "That's How You Write a Song".

## Privatliv
Alexander er søn af Natalia Valentinovna Rybak (født 1959), der spiller klaver, og Igor Alexandrovitsj Rybak (født 1954), der spiller violin. Familien boede i Hviderusland indtil han fyldte fire år, hvor de flyttede til Nesodden i Akershus, hvor han stadig bor. 

## Musikkarriere

### Tidlig karriere
Alexander Rybak har spillet violin og piano siden han var fem år gammel, men han valgte efterhånden at koncentrere sig mest om violinen. Alexander øvede på violin sammen med sin far Igor Rybak helt til han blev 10 år, hvor han begyndte at studere hos professor Isaac Schuldman ved Norges Musikkhøgskole. I den periode spille han også for Vivaldi-orkesteret (ledet af hans far) og Barrat Dues Juniororkester.

### Uddannelse
- Fuldt stipendium ved den prestigefyldte, engelske sommerskole "Meadowmount School of Music", 2003 – gives til 3 studerende årligt på verdensplan.
- Studentereksamen ved Rud Videregående: Musik, Dans og Drama - 2005
- Bachelor i udøvende violin ved Barrat Dues Musikinstitut. Topkarakteren A ved afsluttende eksamen, juni 2012

### 2009: Melodi Grand Prix
Rybak vandt finalen i Melodi Grand Prix 2009 med sangen "Fairytale", som han har skrevet selv. "Fairytale" er en kærlighedssang inspireret af følelser til en tidligere kæreste. Sangen er sat sammen af russisk-inspirerede ompa-rytmer og norsk folkemusik gennem Rybaks violin. Sammen med Rybak optrådte Frikar Dance Company. Efter kvalifikationen blev han af mange udpeget som klar favorit til at vinde. Sangen solgte efterfølgende over 5000 eksemplarer og blev nr. 1 på VG-listen. Flere nationale og internationale pladeselskaber blev også interesserede i at skrive kontrakt med ham. "Fairytale" blev udgivet som single af selskabet BpopMentometer, og solgte til guld. 21. februar 2009 fik han næsten 750 000 stemmer og vandt finalen i Norsk Melodi Grand Prix 2009, over 600 000 flere stemmer end Tone Damli Aaberge, som blev nummer to.
Den 14. maj 2009 kvalificerede han sig til finalen i Eurovision Song Contest 2009.
Den 16. maj 2009 vandt han også finalen og fik 387 point, noget som stod klart tidligt efter at sangen havde modtaget 12 point fra flere lande. Det eneste land, der ikke gav ham point var Norge, af den grund at man ikke har lov til at stemme på sit eget land.

### 2018: Melodi Grand Prix
I foråret 2018 vandt han Melodi Grand Prix for anden gang med sangen "That's How You Write a Song". Rybak repræsenterede dermed Norge for anden gang i Eurovision Song Contest, der i 2018 fandt sted i Lissabon. Rybak vandt den anden semifinale med 266 point, men i finalen endte han på en 15. plads.

## Skuespillerkarriere
Alexander Rybak har været med i den internationale succesopsætning af musikalen Some Sunny Night af Thomas Stanghelle, med instruktion af Daniel Bohr, der blev sat op i Kina, Belgien og USA.
Rybak havde sin første større rolle som violinspilleren i Oslo Nye Teaters opsætning af musicalen Spillemand på en tagryg i 2007 og blev for sin indsats i denne rolle belønnet med Heddaprisen.
I foråret 2009 spillede han violinisten Levi i den norske børnefilm Yohan, i rollen som Yussufs søn, der spilledes af Morten Harket og stedsønnen til sigøjnerkvinden Lexya (tidligere Raya), som spilledes af Aylar Lie. I samme film spillede Morten Abel lærer. Rollefiguren bygger på historien om den historiske sigøjnerkvinden Raya.

## Diskografi

### Studioalbum
| Titel                  | Detaljer                                                              |
| ---------------------- | --------------------------------------------------------------------- |
| Fairytales             | - Udgivelsesdato: 29. maj 2008 - Selskab: EMI, Universal - Genre: Pop |
| Zimnyaya Skazka        | - Udgivelsesdato: 23. november 2009 - Selskab: Universal - Genre: Pop |
| No Boundaries          | - Udgivelsesdato: 14. juni 2010 - Selskab: Universal - Genre: Pop     |
| Visa vid vindens ängar | - Udgivelsesdato: 15. juni 2011 - Selskab: Universal - Genre: Pop     |
| Nebesa Evropy          | - Udgivelsesdato: 23. december 2011 - Selskab: Universal - Genre: Pop |
| Christmas Tales        | - Udgivelsesdato: 23. november 2012 - Selskab: Universal - Genre: Pop |

### Singler
| År   | Single                            | Album                                               |
| ---- | --------------------------------- | --------------------------------------------------- |
| 2006 | "Foolin"                          | -                                                   |
| 2009 | "Fairytale"                       | Fairytales                                          |
| 2009 | "Funny Little World"              | Fairytales                                          |
| 2009 | "Roll with the Wind"              | Fairytales                                          |
| 2009 | "Ya Neveryu v Chudesa"            | Chornaya Molniya Soundtrack                         |
| 2010 | "Europe Skies"                    | No Boundaries                                       |
| 2010 | "Oah"                             | No Boundaries                                       |
| 2010 | "Fela igjen" (med Opptur)         | -                                                   |
| 2010 | "Skazka"                          | Zimnyaya Skazka                                     |
| 2011 | "Resan till dig"                  | Visa vid vindens ängar                              |
| 2011 | "Nebesa Evropy"                   | Nebesa Evropy                                       |
| 2012 | "Strela Amura"                    | -                                                   |
| 2012 | "I’ll Show You" (medPaula Seling) | -                                                   |
| 2012 | "Leave Me Alone"                  | -                                                   |
| 2012 | "Dostala"                         | -                                                   |
| 2013 | "Presents"                        | Christmas Tales                                     |
| 2014 | "Into a Fantasy"                  | Officielt soundtrack til How to Train your Dragon 2 |

## Videografi

### Film
| År   | Film                                 | Rolle     | Noter                                   |
| ---- | ------------------------------------ | --------- | --------------------------------------- |
| 2009 | Fairytale – The Movie                | Sig selv  | Dokumentar om Rybak efter hans ESC-sejr |
| 2009 | Some Sunny Night - Live in Lillesand | Ketil Moe | Musical                                 |
| 2010 | Yohan                                | Levi      | Film                                    |
| 2010 | How to Train Your Dragon             | Hiccup    | Tegnefilm (version med norsk tale)      |
| 2010 | Mumintrollet - Kometen Kommer        | Mumin     | Tegnefilm (version med norsk tale)      |
| 2014 | How to Train Your Dragon 2           | Hiccup    | Tegnefilm (version med norsk tale)      |

### Musikvideoer
| År   | Titel                                                        | Instruktør                        |
| ---- | ------------------------------------------------------------ | --------------------------------- |
| 2006 | "Foolin"                                                     |                                   |
| 2009 | "Fairytale"                                                  | Video Workshop AS                 |
| 2009 | "Roll with the Wind"                                         | Bård Røssevold                    |
| 2009 | "Funny Little World"                                         | Ligistfilm                        |
| 2009 | "Ya Ne Veryu v Chudesa"                                      |                                   |
| 2010 | "Fela Igjen (feat. Opptur)"                                  | Tommel Opp Film                   |
| 2010 | "Oah"                                                        | Lars Kristian Flemmen             |
| 2010 | "Europe's Skies"                                             | Alexander Filatovich              |
| 2010 | " Небеса Европы" (russisk version af "Europe's Skies")       | Alexander Filatovich              |
| 2011 | "Небасхіл Еўропы" (hviderussisk version af "Europe's Skies") | Alexander Filatovich              |
| 2012 | "Стрела Амура" (russisk version af "Oah")                    | Alexander Filatovich              |
| 2012 | "Leave Me Alone"                                             | Alexander Filatovich              |
| 2012 | "Dostala" (russisk version af "Leave Me Alone")              | Alexander Filatovich              |
| 2013 | "5 to 7 Years"                                               | Joakim Kleven                     |
| 2014 | "Into a Fantasy"                                             | Olav Stubberud & Tone Lise Asphol |

## Udmærkelser, priser og konkurrencer
- Norges Musikmesterskab[3]
- Kocian-komkurrancen i Tjekkiet[3]

- Vinder af "Sparre Olsen-konkurransen for unge klassiske musikere", i 2000 og 2001.

- Vinder af Anders Jahres Kulturpris i 2004
- Vinder af talentkonkurrencen "Kjempesjansen 2006".
- Vinder af Heddaprisen 2007 for årets nykommer i Norsk Teater, for tittelrollen i "Spellemann På Taket" på Oslo Nye Teater.
- Vinder af Melodi Grand Prix 2009, med højeste pointsum gennem tiderne.
- Vinder af Eurovision Song Contest 2009, med højeste pointsum nogensinde, på det tidspunkt.
- Vinder af Australsk Radios Lytterpris for Europeiske musikere, 2009.
- Vinder af Pressens Pris under Eurovision 2009.
- Vinder af Russisk Grammy for årets nykommer 2010.
- Vinder af "Årets Spillemann" 2010.
- Vinder af kåringen "Årets Internationale Russiske Navn i Moskva" 2011.
- Vinder af kåringen "Årets Landsmand i Hviderusland" 2013.

Referencer
1. ↑  Norges officielle bidtrag, Eurovision Song Contest 2009 YouTube
2. ↑  Norges officielle bidtrag, Eurovision Song Contest 2018 YouTube
3. 1 2 3 4 5  "Alexander Rybak". Sommersymfoni.no. Arkiveret fra originalen 25. februar 2009. Hentet 8. februar 2009.
4. 1 2  Nordseth, Pål (5. februar 2009). "MGP-låta handler om eks-kjæresten hans". Dagbladet.no. Hentet 8. februar 2009.
5. 1 2  Jakobsen, Lena Beathe (7. februar 2009). "Fy fela, for et show!". Varden. Arkiveret fra originalen 22. maj 2009. Hentet 8. februar 2009.
6. 1 2  Ekker, Bjørn (19. februar 2009). "Full krig om MGP-Rybak". Se & Hør. Arkiveret fra originalen 21. februar 2009. Hentet 19. februar 2009.
7. ↑  Jonassen, Trine Høklie (22. februar 2009). "- Nå er verden åpen". Kjendis.no. Arkiveret fra originalen 25. februar 2009. Hentet 22. februar 2009.
8. ↑   "MGP-Rybak knuste alle". VG. 21. februar 2009. Hentet 21. februar 2009.
9. 1 2  "Alexander Rybak". Oslo Nye Teater. Arkiveret fra originalen 1. august 2009. Hentet 8. februar 2009.
10. ↑   Filmfront: Morten Harket og Aylar Lie som mann og kone(Rollen som hendes mand er ubekræftet af filmselskabet.)
11. ↑  "Yohan: Morten Abel". Arkiveret fra originalen 5. marts 2016. Hentet 16. maj 2009.